# 伊格 (斯洛文尼亞)
45°58′9.09″N 14°32′21.72″E / 45.9691917°N 14.5393667°E

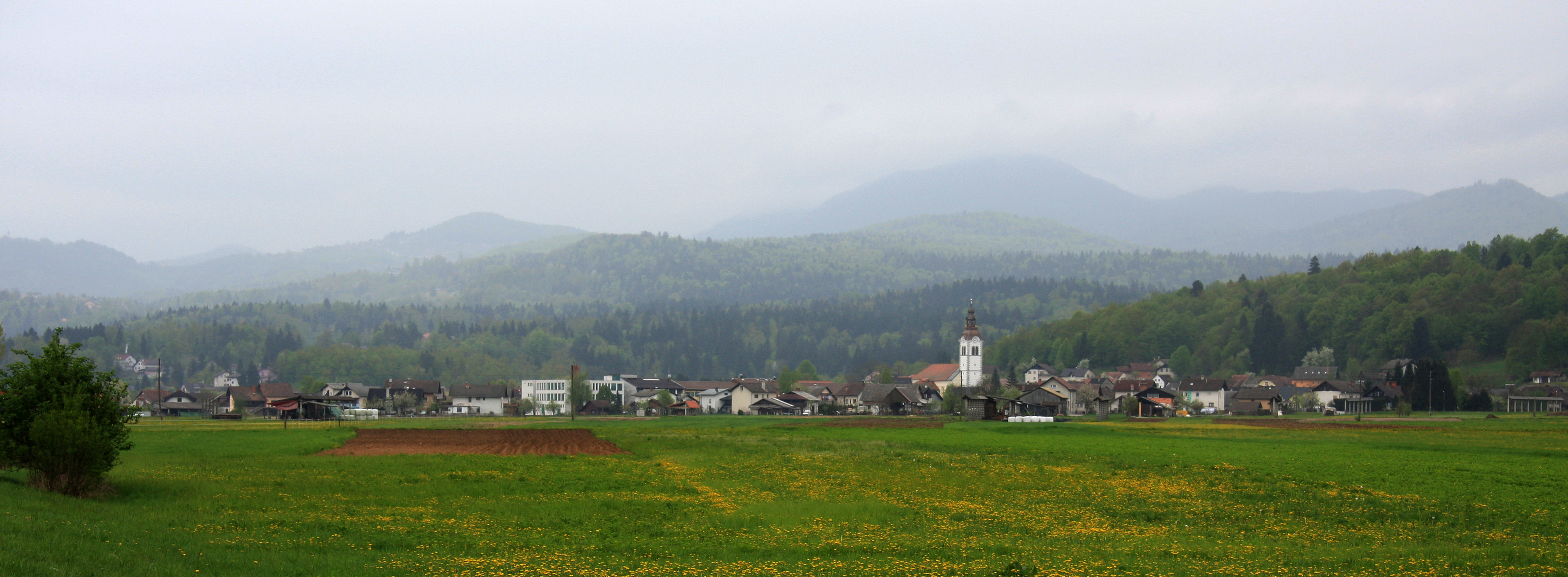

伊格，是斯洛文尼亞中部伊格市鎮的城鎮及行政中心。處於內卡尼奧拉地區。面積12平方公里，海拔高度289米，2012年人口2,240，人口密度每平方公里185人。